# VfR Bürstadt
VfR Bürstadt is een Duitse voetbalclub uit Bürstadt, deelstaat Hessen.

## Geschiedenis
De club werd op 1 februari 1910 opgericht als SC 1910 Bürstadt en nam op 23 augustus 1919 de naam VfR Bürstadt aan. De club speelde aanvankelijk in de lagere reeksen, enkel in 1932/33 speelde de club in de hoogste klasse van Hessen, maar na dit seizoen werd die vervangen door de nieuwe Gauliga waarvoor de club zich niet kwalificeerde. Pas in 1942 maakt de club kans op promotie naar de Gauliga maar bleef steken in de eindronde.
Na de Tweede Wereldoorlog werden alle Duitse voetbalclubs ontbonden. Er ontstond een nieuwe club SG Bürstadt die echter al snel weer de oude naam aannam. In 1972 promoveerde de club naar de Regionalliga Süd, een van de vijf reeksen die als tweede klasse fungeerde. De club nam nu de sponsornaam VfR Oli Bürstadt aan. De club eindigde twee keer op rij in de lagere middenmoot en toen de Regionalliga in 1974 afgevoerd werd en vervangen door de nieuwe 2. Bundesliga kwalificeerde de club zich hier niet voor. Een jaar later werd de club Duits amateurkampioen in de finale tegen Victoria Hamburg. In 1977 promoveerde de club naar de 2. Bundesliga, maar werd dan meteen terug naar de Oberliga Hessen verwezen. Bij de tweede poging in 1979 kon de club het behoud verzekeren met een veertiende plaats op 21. Het volgende seizoen werd de club dertiende maar omdat de 2. Bundesliga van twee naar één reeks ging was dit niet voldoende. Bürstadt keerde nog één keer terug in 1984/85 om opnieuw te degraderen. Tot 1990 eindigde de club nog vaak in de subtop van de Oberliga Hessen, daarna streed de club tegen degradatie tot de strijd verloren werd in 1996. Na één seizoen keerde de club terug voor twee jaar en nog een laatste keer in 2001/02. Hierna zakte de club weg naar de lagere reeksen. In 2013 promoveerde de club naar de Verbandsliga. De club werd daar kampioen en kon promoveren naar de Oberliga Hesse, maar trok zich om financiële redenen terug uit de competitie en ging in 2014/15 in de Kreisoberliga spelen, waardoor de club ineens twee klassen zakte.

## Erelijst
Duits amateurkampioen
1975
Kampioen Oberliga Hessen
1972, 1977, 1979, 1983, 1984